# NELF

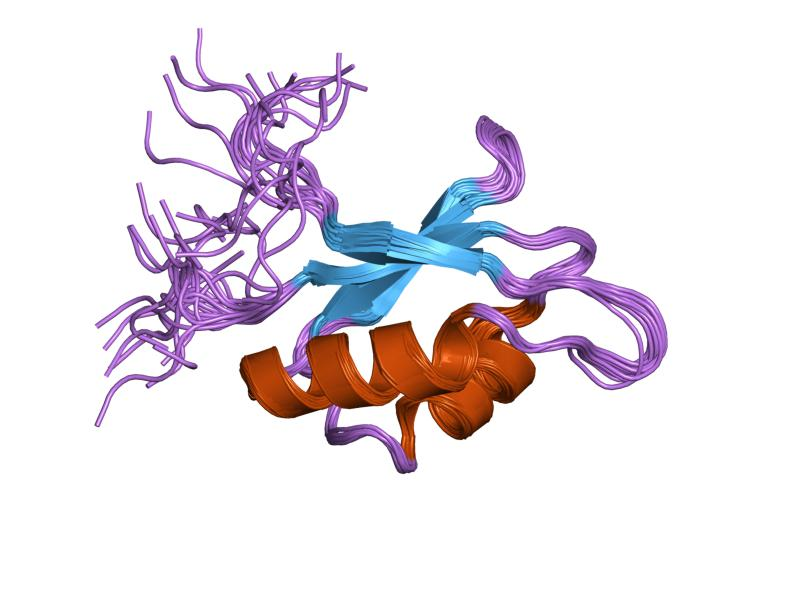
NELF-Eサブユニットのタンパク質構造

NELF（negative elongation factor）は、4つのサブユニット（NELF-A、NELF-B、NELF-C/NELF-D、NELF-E）からなるタンパク質複合体であり、転写開始部位（TSS）から約20–60ヌクレオチド下流でRNAポリメラーゼII（Pol II）を一時停止させることで、Pol IIによる転写に負の影響を及ぼす。

## 構造
NELFは、NELF-A、NELF-B、NELF-C/NELF-D、NELF-Eの4つのサブユニットからなる複合体である。NELF-AサブユニットはNELFA/WHSC2（Wolf-Hirschhorn syndrome candidate 2）遺伝子にコードされる。NELF-BはそれまでCOBRA1（cofactor of BRCA1、現在ではNELFB）として知られていた遺伝子にコードされるタンパク質と同一であることが明らかにされた。NELF-CとNELF-Dはどちらも同じ遺伝子（NELFCD/TH1L）に由来し、選択的翻訳開始部位によってN末端が異なるタンパク質が産生される。NELF複合体にはNELF-CとNELF-Dのいずれか1つのみが存在し、両方が存在していることはない。NELF-EはNELFE遺伝子にコードされ、RNA結合タンパク質である。

## 機能と相互作用
NELFは核内に局在している。NELFはDSIF（DRB-sensitivity inducing factor）、Pol IIとともに安定な複合体を形成するが、いずれか一方のみと安定な複合体を形成することはない。NELFはDSIFの負の機能においても重要な因子である。NELFはDSIFとともに機能し、転写伸長期のPol IIの進行を低下させる。キイロショウジョウバエDrosophila melanogasterでは、NELFとDSIFによるプロモーター近位での一時停止によってHsp70遺伝子が影響を受けることが知られている。NELFはDSIFを補助して負の効果を増幅し、遺伝子発現制御をより強力なものとする。P-TEFb（positive transcription elongation factor b）は、Pol IIのC末端ドメインのセリン2番、そしてDSIFのSPT5サブユニットのリン酸化によってNELFの解離を引き起こし、Pol IIに対するNELFとDSIFの負の効果を阻害する。

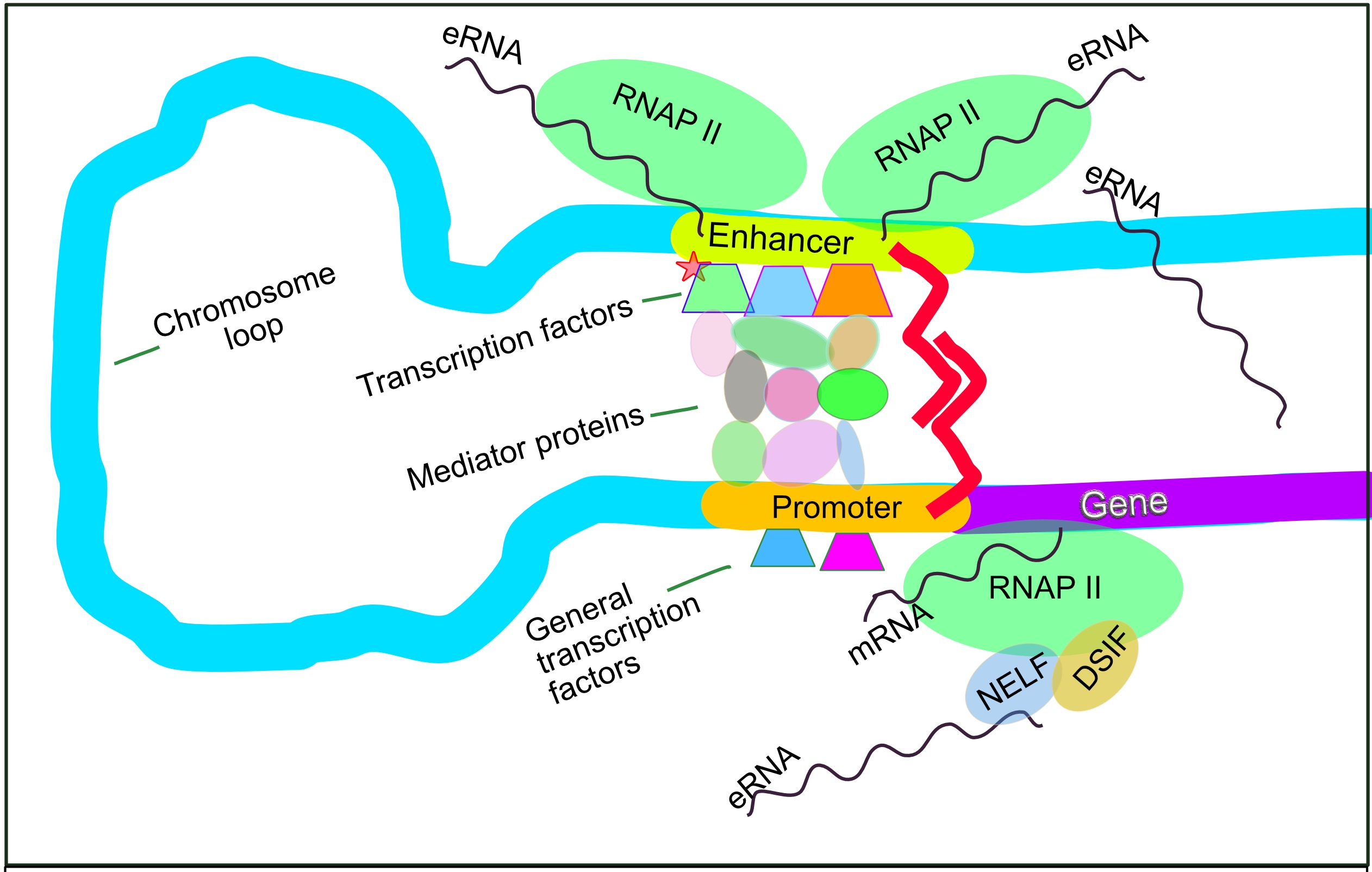
DSIF、RNAポリメラーゼII（RNAP II）と複合体を形成したNELFは、転写の一時停止を引き起こす。活発なエンハンサー領域ではこの領域に結合したRNAP IIによる双方向の転写が行われ（eRNAの産生）、eRNAとNELFの相互作用によってNELFの解離、そして生産的な転写伸長が可能となっている可能性がある。

その他の機構としては、NELFとエンハンサーRNA（eRNA）の相互作用によってNELFがPol IIから解離し、生産的な転写伸長が引き起こされることが2つの最初期遺伝子での研究から示されている。
一方で、NELFとDSIFがどのような機構で機能しているのかは不明確である。NELFのホモログは一部の後生動物（昆虫や脊椎動物）に存在するが、植物、酵母、線虫では見つかっていない。

## 相互作用
NELF-AはPol II複合体と相互作用する。
NELF-BはKIAA1191、NELF-E、BRCA1と相互作用する。
NELF-C/Dは、ARAF、PCF11、KAT8と相互作用する。
NELF-Eは、NELF-B、HIV TAR RNAと相互作用する。
NELFはin vitroで相分離を引き起こし、またin vivoで凝縮体を形成することが示されている。

## 臨床的意義
NELFは、HIV-1の潜伏期に停止したPol IIに対するPCF11の組み込みに関与している可能性がある。NELFA遺伝子は4番染色体短腕に位置しており、この領域の欠失が重要となるウォルフ・ヒルシュホーン症候群の表現型と関係している可能性がある。NELFによって制御されるPol IIの一時停止はBRCA1欠損乳腺上皮細胞におけるRループの蓄積の大きな要因となっており、腫瘍形成につながっている可能性がある。